# Брей (град)
Вижте пояснителната страница за други значения на Брей.
Брей (на английски: Bray; на ирландски: Bré) е град в югоизточната част на Ирландия, графство Уиклоу на провинция Ленстър. Разположен е на брега на Ирландско море при устието на река Даргъл, на 22 km южно от столицата Дъблин. Той е най-големият град в графство Уиклоу. Има жп гара по крайбрежната жп линия от Дъблин до Корк, открита на 10 юли 1854 г. Населението му е 27 041 жители от преброяването през 2006 г. 

## Спорт
Представителният футболен отбор на града носи името АФК Брей Уондърърс. Дългогодишен участник е в ирландската Премиър лига.